# Приманка для лікаря
«Приманка для лікаря» (ісп. La gran seducción) — мексиканська кінокомедія 2023 року режисера Селсо Р. Ґарсія, що написав сценарій разом із Лучіаною Еррера Касо, з Мемо Вільєґас, П'єром Луї та Яліцою Апарисіо в головних ролях. Кінострічка є іспанськомовною новішою версією фільму 2003 року «Зваблення лікаря Льюїса». Фільм розповідає про мешканців забутого рибальського селища, які намагаються врятувати його, «заманюючи» на острів лікаря за допомогою брехні.

## Синопсис
На рибальському острові Санта-Марія-дель-Мар відбувається індустріалізація, яка поклала край економічній активності. Однак рибопакувальна компанія прагне закріпитися в містечку, даючи надію мешканцям, але для цього вона висуває вимогу: лікар, який живе на острові. Так починається подорож Ґермана та решти мешканців, щоби «звабити» міського лікаря Матео.

## Акторський склад
У цьому фільмі брали участь такі актори/акторки:
- Мемо Вільєґас — Ґерман
- П'єр Луїс — Маттео
- Яліца Апарисіо — Ана
- Мерседес Ернандес — Альба
- Еліґіо Мелендес — Сімон
- Хуліо Касадо
- Ектор Хіменес
- Матео Неґрете

## Прем'єра
«Приманка для лікаря» вийшла в обмежений кінотеатральний прокат 23 серпня 2023 року, а потім вийшла у світовий прокат 30 серпня 2023 року на Netflix.